# Cerro del Espino
Cerro del Espino is een klein voetbalstadion gelegen in Majadahonda in de Spaanse regio Madrid.
Het wordt gebruikt door reserveteams van Atlético Madrid en het eerste elftal van CF Rayo Majadahonda. Het is een gedeelte van Ciudad Deportiva Atlético de Madrid. Er kunnen 3800 kijkers in.
In de 2018-19 seizoen heeft Rayo zijn eerste Segunda División A-wedstrijd gespeeld in Atlético Madrid's Estadio Metropolitano, omdat het Cerro del Espino gerenoveerd werd.